# Mikromanagement (BWL)
Mikromanagement (auch Micromanagement) beschreibt in den Sozial- und Wirtschaftswissenschaften den Vorgang des geplanten Handelns im Mikroumfeld. Es kommt dabei zu einer „übertriebenen Detailorientierung“. Für das Mikromanagement charakteristisch ist außerdem das Überspringen von Hierarchiestufen. Es wird dabei darauf verzichtet, Aufgaben zu delegieren. So wird der Führungsstil des ehemaligen Apple-Chefs Steve Jobs als Mikromanagement bezeichnet, da dieser sich oft um Details kümmerte, die nicht zu seinem Aufgabenbereich gehörten.
Insbesondere im Handel ist das Management des Mikroumfeldes ein stehender Begriff („retail is detail“). Der Warenhauspionier Sam Walton prägte bereits den Satz: „Denke im Kleinen!“.

## Mikromanager

### Entwicklung zum Mikromanager
Ein Mikromanager ist eine Führungskraft, die sich sehr viel mit Einzelheiten eines von seinen Mitarbeitern oder Kollegen zu lösenden Problems beschäftigt.  Ein Manager wird zum Mikromanager, wenn er zu wenig Rückmeldungen über die Lösung des Problems erhält (oder nur das Gefühl hat). Das führt zu ständigen Rückfragen und zu immer detaillierteren Aufgabenstellungen der Arbeitspakete, aber auch der zu erstellenden Berichte über Arbeitsergebnisse.
Die Mitarbeiter werden andererseits von der eigentlichen Arbeit abgehalten, da sie ständig über den Arbeitsstand berichten müssen. Es gibt keinen Freiraum für Entscheidungen innerhalb ihres Aufgabenbereiches. Der Dauerzustand eines solchen Führungsstils kann die Mitarbeiter demotivieren, die sich dann zu destruktiven Mitarbeitern entwickeln können. Im ungünstigsten Falle führt das Verhalten der Führungskraft zu einer faktischen Kündigung des Mitarbeiters.

### Abhilfe
Abhilfe schaffen offene Gespräche zur Verbesserung der Arbeitsaufteilung. Ein Leiter muss Aufgaben delegieren können. Der Mitarbeiter muss seinem Vorgesetzten ausreichend berichten. Beide müssen einander akzeptieren und vertrauen. Das muss erst erarbeitet werden.